# Annarn
Annarn är en sjö i Storumans kommun i Lappland och ingår i Umeälvens huvudavrinningsområde. Sjön har en area på 0,371 kvadratkilometer och ligger 840,1 meter över havet.

## Delavrinningsområde
Annarn ingår i det delavrinningsområde (728090-146457) som SMHI kallar för Utloppet av Annarn. Medelhöjden är 891 meter över havet och ytan är 5,44 kvadratkilometer. Det finns inga avrinningsområden uppströms utan avrinningsområdet är högsta punkten. Vattendraget som avvattnar avrinningsområdet har biflödesordning 4, vilket innebär att vattnet flödar genom totalt 4 vattendrag innan det når havet efter 385 kilometer. Avrinningsområdet består mestadels av kalfjäll (89 procent). Avrinningsområdet har 0,58 kvadratkilometer vattenytor vilket ger det en sjöprocent på 10,7 procent.